# Ali Larijani
Ali Ardashir Larijani (en persan : علی اردشیر لاریجانی), né le 3 juin 1957 à Najaf (Irak), est un homme politique iranien. Il est président de l'Assemblée consultative islamique d'Iran de 2008 à 2020.

## Biographie

### Famille
Ali Larijani est le fils de l'ayatollah Hashem Amoli et le frère de Sadeq Larijani, un clerc, membre du Conseil des gardiens à deux reprises, chef du système judiciaire iranien de 2009 à 2019 et président du Conseil de discernement de l'intérêt supérieur du régime depuis fin 2018, de Mohammad-Javad Larijani (en) et Fazel Larijani (en), attaché culturel iranien à Ottawa. Il est aussi le gendre de l'ayatollah Morteza Motahhari et un cousin d'Ahmad Tavakkoli.

### Études
Ali Larijani est titulaire d'un doctorat et d'un master en philosophie occidentale de l'université de Téhéran et a obtenu son baccalauréat universitaire en informatique et en mathématiques avec la mention summa cum laude à l'université de technologie de Sharif.

### Carrière politique

#### Débuts
En 1992, Ali Larijani est nommé ministre de la Culture et de l'Orientation islamique sous le président Rafsandjani, succédant à Mohammad Khatami qui était démissionnaire.
Entre 1994 et 2004, il dirige l'Islamic Republic of Iran Broadcasting (IRIB), l'agence de radio-télévision publique, sur nomination du Guide suprême.

#### Candidat à l'élection présidentielle de 2005
Larijani est candidat à la présidence lors de l'élection présidentielle de 2005. Il se classe sixième, avec 5,83 % des votes.
Larijani est considéré comme le candidat le plus important de l'alliance des conservateurs pour l'élection présidentielle de 2005. Il est soutenu par la Société islamique des ingénieurs, entre autres groupes conservateurs et est désigné comme le choix final du Conseil pour la coordination des forces de la Révolution (en persan : شورای هماهنگی نیروهای انقلاب), qui est composé de représentants de partis et organisations conservatrices influentes. Cependant, il est le moins populaire des trois candidats conservateurs, les autres étant Mahmoud Ahmadinejad (2e place à l'issue du premier tour) et Mohammad Bagher Ghalibaf (5e à l'issue du premier tour).
Le  14 août 2005, il succède à Hassan Rohani en tant que secrétaire du Conseil suprême de sécurité nationale. Il y est l'un des deux représentants du Guide suprême, l'ayatollah Ali Khamenei. Dans le cadre de ses fonctions, il est notamment le principal négociateur sur les sujets en rapport avec la sécurité nationale, comme le sujet du programme nucléaire iranien.
Il démissionne le 20 octobre 2007 et est remplacé par le vice-ministre des Affaires étrangères chargé des relations avec l'Europe et les États-Unis, Saïd Jalili.

#### Président de l'Assemblée
En mai 2008, Larijani est élu président de l'Assemblée consultative islamique d'Iran.
Larijani ne se représente pas lors des élections législatives iraniennes de 2020 et son mandat à la tête de l'Assemblée doit s'arrêter dès qu'un successeur est élu mais en raison de la pandémie de Covid-19, cette élection est retardée.
En avril 2020, Larijani est testé positif au Covid-19 et placé en quarantaine.
Il est remplacé en mai 2020 par Mohammad Ghalibaf.
À partir de 2020, il est conseiller spécial auprès du Guide de la révolution. Il conduit notamment les négociations menant à un accord pluriannuel de coopération stratégique avec la Chine.

#### Élection présidentielle de 2021
Ali Larijani dépose sa candidature à l'élection présidentielle de 2021 et est considéré comme l'un des favoris avec Ebrahim Raïssi. Sa candidature n'est toutefois pas validée par le Conseil des gardiens de la Constitution.

#### Élection présidentielle de 2024
Larijani dépose sa candidature à l'élection présidentielle de juin 2024. Il s'agit d'une élection anticipée entraînée par la mort du président Ebrahim Raïssi. Celle-ci n'est toutefois pas retenue par le Conseil des gardiens de la Constitution.